# 波棱瓜
波棱瓜（学名：Herpetospermum pedunculosum），为葫芦科波棱瓜属下的一个植物种。